# Virgen de las Angustias (Málaga)
Virgen de las Angustias es un barrio perteneciente al distrito Este de la ciudad andaluza de Málaga, España. Según la delimitación oficial del ayuntamiento, limita al norte con el barrio de Miraflores; al este y al sur, con el barrio de La Pelusilla; y al oeste con el barrio de La Pelusa.

## Transporte
ninguna línea de autobús urbano atraviesa los límites del barrio, aunque las siguientes líneas de la EMT realizan paradas en lugares cercanos: 
| Línea | Trayecto                    | Recorrido | Frecuencia |
| ----- | --------------------------- | --------- | ---------- |
| 11    | Alameda Principal - El Palo | Recorrido | 8 minutos  |
| 29    | Jarazmín - El Palo          | Recorrido | 60 minutos |